# Taşlıçay (district)
Taşlıçay is een Turks district in de provincie Ağrı en telt 22.714 inwoners (2007). Het district heeft een oppervlakte van 834,5 km². Hoofdplaats is Taşlıçay.
De bevolkingsontwikkeling van het district is weergegeven in onderstaande tabel.
| 1997   | 2000   | 2007   |
| ------ | ------ | ------ |
| 20.351 | 21.839 | 22.714 |